# 터보 버튼

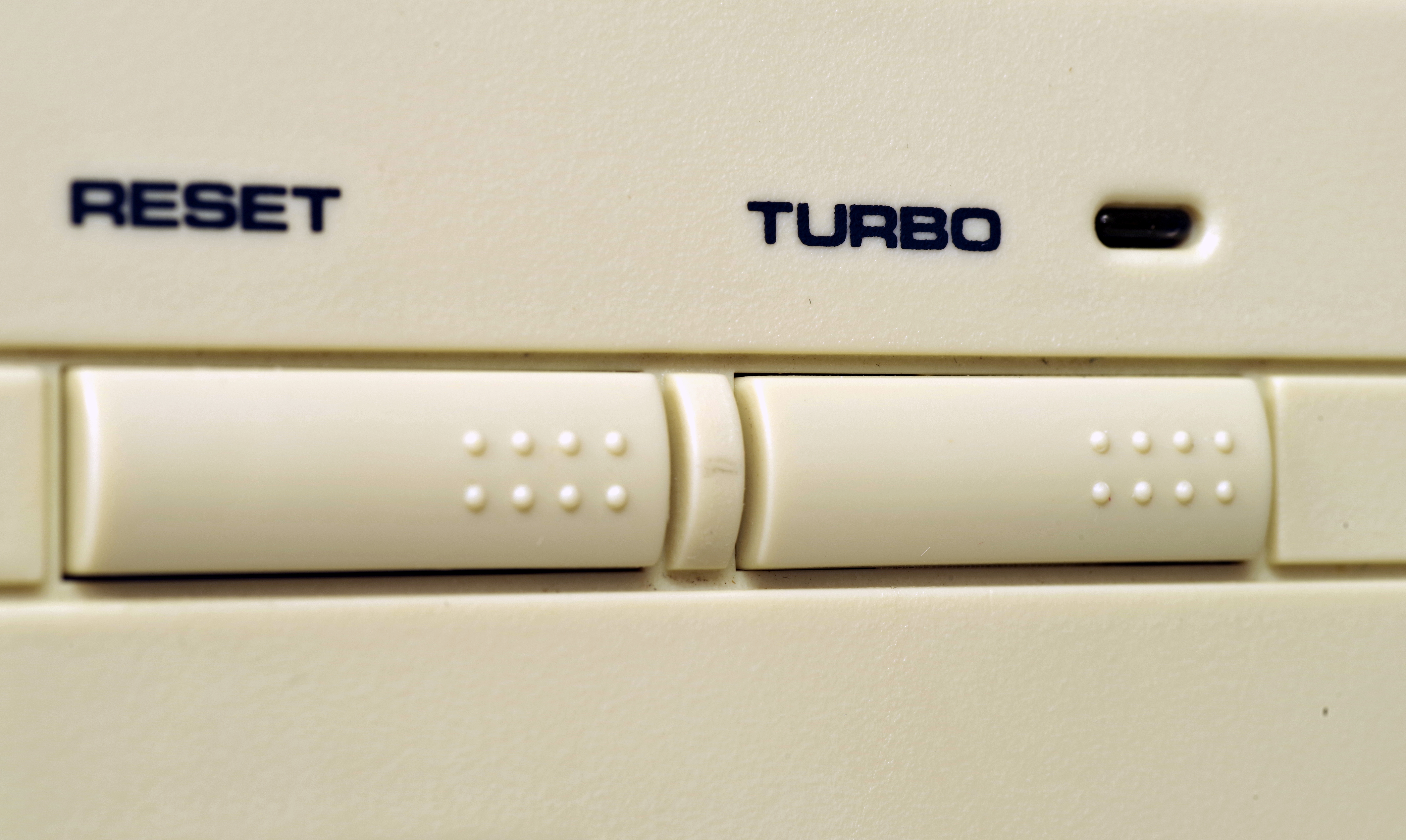
터보 버튼을 포함한 케이스 버튼

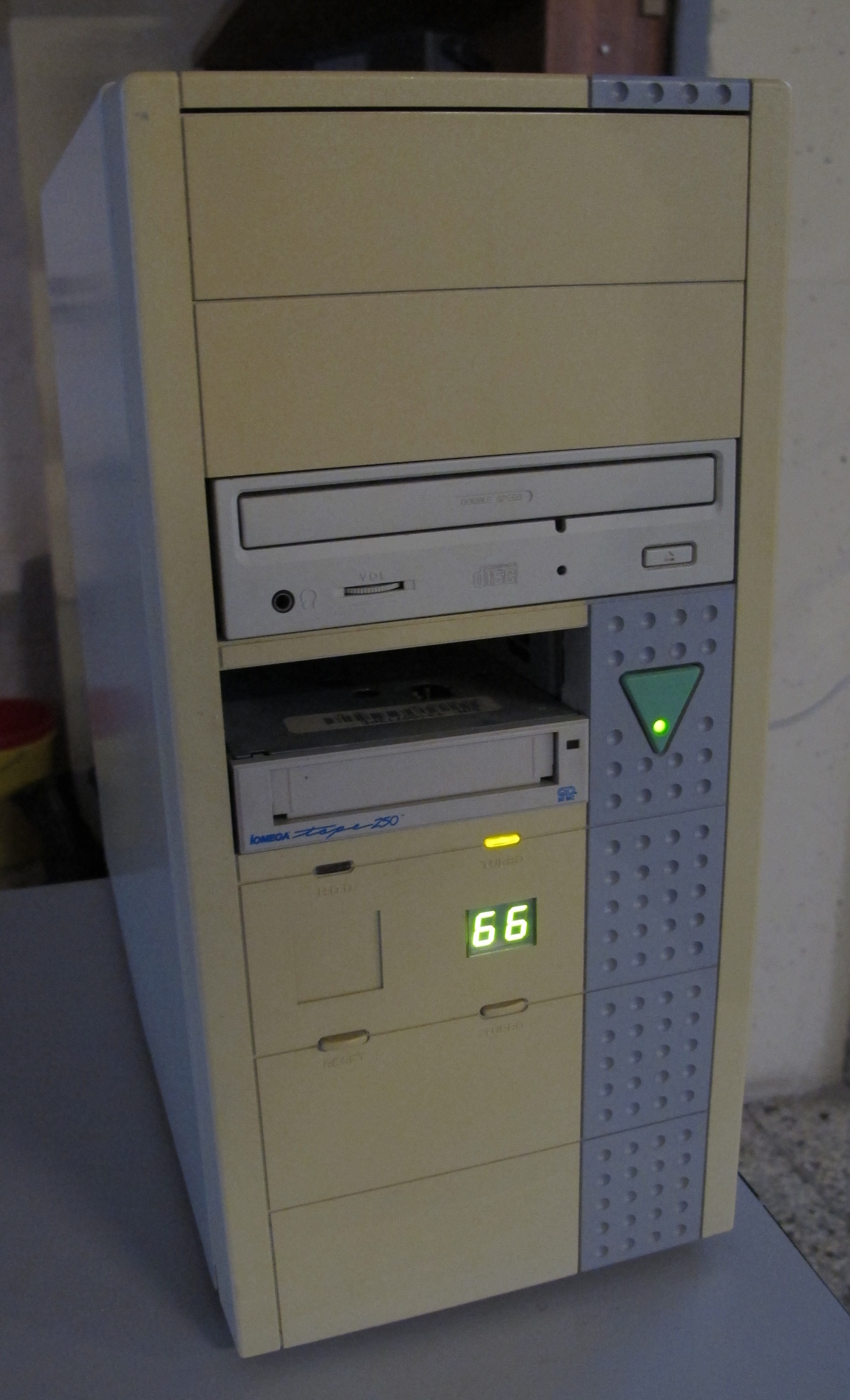
인텔 80486 기반 컴퓨터의 MHz 단위 CPU 클럭 속도를 보여주는 LED 디스플레이. 터보 버튼은 세그먼트 디스플레이 아래의 작은 버튼이며, 위의 황색 불빛은 터보 버튼 상태의 보조 표시기이다.

IBM PC 호환기종 컴퓨터에서 터보 버튼(Turbo button)은 두 가지 실행 상태 중 하나를 선택한다. 기본 "터보" 속도 또는 인텔 8086 CPU에 가까운 감소된 속도이다. 이 버튼은 1980년대 중반부터 1990년대 중반까지 인텔 80286, 80386 및 80486 프로세서를 사용하는 컴퓨터에서 비교적 흔했다. 이 이름은 엔진의 출력과 효율성을 높이는 장치인 터보차저에서 영감을 받았다. "터보" 버튼을 누르면 컴퓨터가 설계된 최고 속도로 실행되도록 의도되었다.

## 목적
IBM PC에 사용된 원래 4.77 MHz 인텔 8088보다 빠르게 실행되는 CPU가 도입되면서, CPU 주파수에 의존하는 프로그램들은 의도보다 빠르게 실행되었다. 특히 게임은 빨라진 게임 이벤트에 반응할 시간이 줄어들어 플레이하기 어려워지는 경우가 많았다. 이러한 호환성을 회복하기 위해 "터보" 버튼이 추가되었다. 터보 모드를 비활성화하면 시스템 속도가 원래의 8086/8088 칩과 호환되는 상태로 느려진다.

## 전환
대부분의 시스템에서 터보 모드는 버튼이 눌러진 상태였지만, 버튼을 양방향으로 연결할 수 있었기 때문에 일부 시스템에서는 반대였다. 터보 버튼은 시스템 케이스의 터보 LED 또는 두 자리 세그먼트 디스플레이에 연결될 수 있었지만, 일부 경우에는 표시된 주파수(MHz 단위)가 실제 프로세서 클럭의 측정이 아니라 메인보드의 점퍼로 설정된 두 가지 "빠른" 및 "느린" 디스플레이 옵션이었다.
일부 시스템은 팩커드 벨 486ES 3x3 (4x4 및 MT 모델은 전용 터보 버튼이 있었음)처럼 터보 모드를 켜고 끄기 위한 Ctrl-Alt-+ 및 Ctrl-Alt-- 키 조합도 지원했다. 터보 버튼이 있거나 없는 모든 486ES 모델에서 전원 표시등은 일반("터보") 모드에서는 녹색을, 느린 모드에서는 주황색을 나타냈다. ITT Xtra는 Ctrl-Alt-?를 사용하여 전환했다.
일부 키보드에는 오른쪽 Shift 근처에 터보 버튼도 있었다. 컴퓨터 케이스에 흔히 있던 터보 버튼과 달리 키보드의 터보 버튼은 CPU의 클럭 속도를 제어하지 않았다. 대신 키보드 반복 속도를 제어했다.

## 터보 디스플레이
터보 디스플레이는 CPU의 현재 주파수(MHz) 속도를 표시하는 데 사용되며, 일반적으로 두 자리 또는 세 자리 디지털 LED 디스플레이로 이루어진다. 표시되는 속도는 CPU 주파수와 컴퓨터 설정에 따라 달라질 수 있지만, CPU의 주파수를 측정하는 것이 아니라 터보가 켜지거나 꺼졌을 때 미리 설정된 숫자를 표시하며, 이 숫자들은 디스플레이 뒷면에 있는 두(또는 세) 개의 점퍼 뱅크로 변경할 수 있는데, 각 뱅크는 각 자리를 변경하며, 그 목적은 디스플레이의 LED를 전원에 연결(또는 분리)하는 것이다. 뱅크의 배치는 다를 수 있다.

## 사용
이 기능은 286에서 486 CPU를 실행하는 시스템에서 비교적 흔했으며, 펜티엄 시대 컴퓨터에서는 덜 흔했다. 대부분의 시스템에 두 자리 디스플레이만 있었기 때문에 CPU 속도가 100 MHz에 도달하면서 주파수 디스플레이는 대부분 사라지거나 "HI"/"LO", "99"를 표시하도록 재프로그래밍되거나 세 자리 디스플레이로 대체되었다.
새로운 컴퓨터가 계속해서 빨라지고 다양한 속도를 지원함에 따라 소프트웨어가 특정 CPU 속도에 의존하는 것은 불가능해졌다. 소프트웨어가 다른 타이밍 방법에 의존하기 시작하면서 터보 기능은 새로운 프로그램에 거의 무관해졌다.

## 소프트웨어 구현
현대 컴퓨터에서 실제 하드웨어 터보 버튼의 구현은 사라졌지만, 소프트웨어 개발자들은 소프트웨어 대체품으로 이를 보완했다. 한 예로 조절 가능한 에뮬레이션 속도를 제공하는 도스박스가 있다. ACPI 전원 관리를 지원하는 최신 PC는 ACPI 성능 상태 또는 기타 CPU 스로틀링 모드를 전환하기 위한 소프트웨어 제어를 제공할 수 있다. 이는 호환성보다는 절전 또는 CPU 과열 방지를 위해 사용되는데, 현대 응용 프로그램은 타이밍을 위해 CPU 클럭 대신 실시간 시계를 사용하기 때문이다.

## 반대 방향 버튼 동작
일부 컴퓨터는 터보 버튼이 눌러지면 컴퓨터가 더 느린 속도로 실행되도록 연결되었다. 터보 버튼을 이런 식으로 구성할 수 있지만, 이는 버튼의 의도된 사용 방식이 아니다. 버튼이 눌러졌을 때 컴퓨터가 최고 속도로 실행되도록 의도되었기 때문이다. 이로 인해 레트로 컴퓨터 포럼과 커뮤니티에서 버튼의 목적과 명칭에 대한 많은 혼란과 오해가 발생했다. 이 문제는 디스플레이 또는 컴퓨터의 메인보드에서 와이어를 올바른 방식으로 다시 연결하여 해결할 수 있다. 터보 LED가 켜져 있으면 스위치가 어떻게 연결되었든 항상 CPU가 최고 속도로 실행되고 있음을 의미한다.